# Prix littéraires du Gouverneur général
Pour les articles homonymes, voir Prix du Gouverneur général.
Les prix littéraires du Gouverneur général sont des prix annuels décernés par le gouverneur général du Canada sur recommandation du Conseil des arts du Canada : 

## Catégories
Les prix littéraires du Gouverneur général récompensent les meilleures œuvres de littérature canadienne de l'année et ils « sont parmi les plus importants prix littéraires offerts pour des œuvres individuelles au Canada », selon L'Encyclopédie canadienne. Fondés en 1936 et distribués pour la première fois en 1937, les prix sont accordés pour des œuvres en français et en anglais dans sept catégories, dans les deux langues officielles, pour un total de 14 récompenses, :
- Prix du Gouverneur général : romans et nouvelles de langue française
- Prix du Gouverneur général : romans et nouvelles de langue anglaise
- Prix du Gouverneur général : études et essais de langue française
- Prix du Gouverneur général : études et essais de langue anglaise
- Prix du Gouverneur général : poésie de langue française
- Prix du Gouverneur général : poésie de langue anglaise
- Prix du Gouverneur général : théâtre de langue française
- Prix du Gouverneur général : théâtre de langue anglaise
- Prix du Gouverneur général : traduction du français vers l'anglais
- Prix du Gouverneur général : traduction de l'anglais vers le français
- Prix du Gouverneur général : littérature jeunesse de langue française - texte
- Prix du Gouverneur général : littérature jeunesse de langue anglaise - texte
- Prix du Gouverneur général : littérature jeunesse de langue française - illustration
- Prix du Gouverneur général : littérature jeunesse de langue anglaise - illustration

Il y avait aussi un prix combiné de théâtre et de poésie jusqu'en 1981 :
- Prix du Gouverneur général : poésie ou théâtre de langue française
- Prix du Gouverneur général : poésie ou théâtre de langue anglaise

## Histoire
Les prix furent inaugurés par un gouverneur général du Canada, Lord Tweedsmuir of Elsfield, qui, sous son nom « John Buchan », écrivit plusieurs romans, dont Les Trente-Neuf Marches.
Au début, les prix n'avaient que deux lauréats par année, et se limitaient à des auteurs qui travaillaient en anglais. En 1957, le Conseil des Arts du Canada assuma l'administration des prix, et ajouta une récompense monétaire.
En 1980, le Conseil commença à annoncer les finalistes à l'avance, pour mieux attirer l'attention et éveiller l'intérêt du grand public.

## Liste des lauréats
- 1940 - Philippe Panneton Ringuet
- 1947 - Gabrielle Roy
- 1950 - Germaine Guèvremont
- 1957 - Gabrielle Roy
- 1959 - Félix-Antoine Savard
- 1959 - André Giroux
- 1960 - Paul Toupin
- 1960 - Anne Hébert
- 1961 - Jean Le Moyne
- 1961 - Yves Thériault
- 1962 - Gilles Marcotte
- 1962 - Jacques Languirand
- 1962 - Jacques Ferron
- 1963 - Gustave Lanctot
- 1963 - Gatien Lapointe
- 1964 - Réjean Robidoux
- 1964 - Pierre Perrault
- 1964 - Jean-Paul Pinsonneault
- 1965 - Georges-André Vachon
- 1965 - Gilles Vigneault
- 1965 - Gérard Bessette
- 1966 - Claire Martin
- 1966 - Marcel Trudel
- 1966 - Réjean Ducharme
- 1967 - Robert-Lionel Séguin
- 1967 - Françoise Loranger
- 1967 - Jacques Godbout
- 1968 - Marie-Claire Blais
- 1968 - Fernand Dumont
- 1968 - Hubert Aquin
- 1969 - Michel Brunet
- 1969 - Jean-Guy Pilon
- 1969 - Louise Maheux-Forcier
- 1970 - Fernand Ouellette
- 1970 - Jacques Brault
- 1970 - Monique Bosco
- 1971 - Gérald Fortin
- 1971 - Paul-Marie Lapointe
- 1971 - Gérard Bessette
- 1972 - Jean Hamelin et Yves Roby
- 1972 - Gilles Hénault
- 1972 - Antonine Maillet
- 1973 - Roland Giguère
- 1973 - Albert Faucher
- 1973 - Réjean Ducharme
- 1974 - Louise Dechêne
- 1974 - Nicole Brossard
- 1974 - Victor-Lévy Beaulieu
- 1975 - Louis-Edmond Hamelin
- 1975 - Pierre Perrault
- 1975 - Anne Hébert
- 1976 - Fernand Ouellet
- 1976 - Alphonse Piché
- 1976 - André Major
- 1977 - Denis Monière
- 1977 - Michel Garneau
- 1977 - Gabrielle Roy
- 1978 - Gilbert Langevin
- 1978 - Jacques Poulin
- 1978 - François-Marc Gagnon
- 1979 - Marie-Claire Blais
- 1979 - Robert Melançon
- 1979 - Dominique Clift et Sheila McLeod Arnopoulos
- 1980 - Pierre Turgeon
- 1980 - Michel Van Schendel
- 1980 - Maurice Champagne-Gilbert
- 1981 - Denys Chabot
- 1981 - Michel Beaulieu
- 1981 - Madeleine Ouellette-Michalska
- 1981 - Marie Laberge
- 1982 - Roger Fournier
- 1982 - Marie Savard
- 1982 - Maurice Lagueux
- 1982 - Réjean Ducharme
- 1982 - Mavis Gallant
- 1983 - Suzanne Jacob
- 1983 - Suzanne Paradis
- 1983 - Maurice Cusson
- 1983 - René Gingras
- 1984 - Jacques Brault
- 1984 - Nicole Brossard
- 1984 - Jean Hamelin et Nicole Gagnon
- 1984 - René-Daniel Dubois
- 1985 - Fernand Ouellette
- 1985 - François Ricard
- 1985 - Maryse Pelletier
- 1985 - André Roy
- 1986 - Yvon Rivard
- 1986 - Cécile Cloutier
- 1986 - Anne Legault
- 1986 - Régine Robin
- 1987 - Gilles Archambault
- 1987 - Fernand Ouellette
- 1987 - Jeanne-Mance Delisle
- 1987 - Jean Larose
- 1987 - Darcia Labrosse
- 1987 - David Schinkel et Yves Beauchesne
- 1987 - Yvan Steenhout et Christiane Teasdale
- 1988 - Jacques Folch-Ribas
- 1988 - Marcel Labine
- 1988 - Jean-Marc Dalpé
- 1988 - Patricia Smart
- 1988 - Philippe Béha
- 1988 - Michèle Marineau
- 1988 - Didier Holtzwarth
- 1989 - Louis Hamelin
- 1989 - Pierre Desruisseaux
- 1989 - Michel Garneau
- 1989 - Lise Noël
- 1989 - Charles Montpetit
- 1989 - Jean-Antonin Billiard
- 1989 - Stéphane Poulin
- 1990 - Gérald Tougas
- 1990 - Jean-Paul Daoust
- 1990 - Jovette Marchessault
- 1990 - Jean-François Lisée
- 1990 - Pierre Pratt
- 1990 - Christiane Duchesne
- 1990 - Charlotte Melançon et Robert Melançon
- 1991 - André Brochu
- 1991 - Madeleine Gagnon
- 1991 - Gilbert Dupuis
- 1991 - Bernard Arcand
- 1991 - François Gravel
- 1991 - Sheldon Cohen
- 1991 - Jean-Paul Sainte-Marie
- 1992 - Anne Hébert
- 1992 - Gilles Cyr
- 1992 - Pierre Turgeon
- 1992 - Christiane Duchesne
- 1992 - Gilles Tibo
- 1992 - Jean Papineau
- 1993 - Denise Desautels
- 1993 - Daniel Danis
- 1993 - Mireille Levert
- 1993 - D.G. Jones
- 1993 - Stéphane Jorisch
- 1993 - Michèle Marineau
- 1993 - Marie José Thériault
- 1994 - Fulvio Caccia
- 1994 - Jude Des Chênes
- 1994 - Robert Lalonde
- 1994 - Suzanne Martel
- 1994 - Michel Ouellette
- 1994 - Pierre Pratt
- 1994 - Chantal Saint-Jarre
- 1995 - Marie-Claire Blais
- 1995 - Normand Chaurette
- 1995 - Michel Freitag
- 1995 - Christiane Teasdale
- 1995 - Serge Patrice Thibodeau
- 1995 - Gilles Tibo
- 1996 - Yvan Lamonde
- 1997 - Aude
- 1997 - Yvan Bienvenue
- 1997 - Pierre Nepveu
- 1997 - Michel Noël
- 1997 - Stéphane Poulin
- 1997 - Howard Scott
- 1997 - Marie José Thériault
- 1997 - Roland Viau
- 1998 - François Archambault
- 1998 - Angèle Delaunois
- 1998 - Sheila Fischman
- 1998 - Christiane Frenette
- 1998 - Suzanne Jacob
- 1998 - Charlotte Melançon
- 1998 - Pierre Nepveu
- 1999 - Pierre Perrault
- 1999 - Lise Tremblay
- 1999 - Herménégilde Chiasson
- 1999 - Jean-Marc Dalpé
- 1999 - Charlotte Gingras
- 1999 - Jacques Brault
- 1999 - Stéphane Jorish
- 2000 - Jean-Marc Dalpé
- 2000 - Normand de Bellefeuille
- 2000 - Wajdi Mouawad lu par Louise Villeneuve
- 2000 - Gérard Bouchard
- 2000 - Charlotte Gingras
- 2000 - Anne Villeneuve
- 2000 - Lori Saint-Martin et Paul Gagné
- 2001 - Andrée A. Michaud
- 2001 - Paul Chanel Malenfant
- 2001 - Normand Chaurette
- 2001 - Renée Dupuis
- 2001 - Christiane Duchesne
- 2001 - Mireille Levert
- 2001 - Bruce Roberts
- 2001 - Kent Stetson
- 2001 - Fred A. Reed
- 2001 - David Homel
- 2002 - Monique LaRue
- 2002 - Robert Dickson
- 2002 - Judith Lavoie
- 2002 - Hélène Vachon
- 2002 - Luc Melanson
- 2002 - Paule Pierre Noyart
- 2002 - Daniel Danis
- 2024 - Steve Poutré